# Малина, Джудит
Джудит Малина (нем. Judith Malina; 4 июня 1926 — 10 апреля 2015) — американская актриса, театральный режиссёр и прозаик.

## Биография
Дочь раввина Макса (англ. Max Malina) и актрисы Розы (англ. Rose Zamora). В 1929 году переехала с семьей в Нью-Йорк. В 1944 году получила американское гражданство. Поступила в Новую школу, училась театральному искусству у Э. Пискатора, от которого восприняла брехтовскую эстетику «эпического театра», усилив её бунтарские, анархические черты.
Вместе с актёром, художником и поэтом Джулианом Беком (Julian Beck) основала в 1947 компанию «Живой театр», которым они вдвоём руководили до смерти Бека в 1985.
Под угрозой приговора к 5 годам заключения за нарушение налогового законодательства труппа в 1963 году покинула США, выступала в Европе и вернулась в 1968 году.
Малина снималась в кино у Джека Смита («Flaming Creatures»), Рона Райса («Царица Савская встречает атомного человека»), Сидни Люмета («Собачий полдень»), Пола Мазурски («Враги. История любви»), Вуди Аллена («Дни радио»), Бернардо Бертолуччи («Любовь и ярость»), Шанталь Акерман («Американские истории»), Абеля Феррары («Китаянка»), Пенни Маршалла («Пробуждение»), в фильме «Семейка Аддамс», телесериалах «Клан Сопрано», «Скорая помощь» и других.
В 1988 году вышла замуж за Ханона Резникова, многие годы заведовавшего литературной частью «Живого театра».
В год своего 80-летия выступила в роли Принцессы в «Оперетке» Гомбровича, поставленной в знаменитом экспериментальном театре Эллен Стюарт «La MaMa» (спектакль был показан в том же году в Риме и Берлине).
В 2011 году на фестивале «Трайбека» был показан документальный фильм о Джудит Малина «Любовь и политика» (реж. Асад Джафарян).
В декабре 2014 года попала в больницу с отравлением. 2 января 2015 вышла с больницы. 5 февраля 2015 года вернулась в театр. 27 марта 2015 года сыграла свой последний спектакль. 1 апреля 2015 года ушла из театра по состоянию здоровья.
7 апреля 2015 года попала в больницу, где 10 апреля 2015 года скончалась от инсульта.

## Творчество
В репертуаре Живого театра, основывавшегося на принципе импровизации, были поэтические спектакли по произведениям Гертруды Стайн, Джона Эшбери и др., а также драмы Кокто, Лорки, Брехта, Пиранделло.

## Книги
Автор нескольких дневниковых книг:
- The Enormous Despair. New York: Random House, 1972
- The diaries: Brazil, 1970, Bologna, 1977. Devon: Dept. of Theatre, Dartington College of Art, 1979
- The Diaries of Judith Malina: 1947—1957. New York: Grove Press, 1984
- The Piscator Notebook. London; New York: Routledge, 2012

## Признание
Премия Obie (1960, 1964, 1969, 1975, 1987, 1989, 2007) и премия New York Innovative Theatre Awards за выдающееся художественное достижение (2008). Стипендия Гуггенхайма (1985). Командор бразильского ордена «За заслуги перед культурой» (2007) и многие другие награды.
В 2003 году включена в Американский театральный зал славы.